# نووا وس ف هوراخ
نووا وس ف هوراخ (به چکی: Nová Ves v Horách) یک منطقهٔ مسکونی در جمهوری چک است که در ناحیه موست واقع شده‌است. نووا وس ف هوراخ ۲۶٫۲۸ کیلومتر مربع مساحت و ۴۶۵ نفر جمعیت دارد.